# Morgan Adams
Morgan Orlando Adams Jr (ur. 30 sierpnia 1915 w Pasadenie, zm. 24 marca 2004 w Los Angeles) – amerykański żeglarz, olimpijczyk.

## Życiorys
Uczestnik Letnich Igrzysk Olimpijskich 1936. Wystartował w klasie 6 metrów (skład załogi łodzi Mystery stanowili: Morgan Adams, William Bartholomae, Charles Garner, Carl Paul, John Wallace), w której Amerykanie zajęli 9. miejsce wśród 11 sklasyfikowanych zespołów.
Syn Morgana Adamsa, właściciela kilku jachtów i szkunera Radio, którym opływał wody południowego Pacyfiku. Adams Jr studiował na Uniwersytecie Stanforda (podobnie jak jego ojciec), a później zarządzał nieruchomościami w Los Angeles. 